# Siwuluh
Siwuluh is een bestuurslaag in het regentschap Brebes van de provincie Midden-Java, Indonesië. Siwuluh telt 7442 inwoners (volkstelling 2010).